# Aphneope sericata
Aphneope sericata é uma espécie de coleóptero da tribo Aphneopini (Cerambycinae); com distribuição restrita à Austrália (Queensland).

## Sistemática
- Ordem Coleoptera
  - Subordem Polyphaga
    - Infraordem Cucujiformia
      - Superfamília Chrysomeloidea
        - Família Cerambycidae
          - Subfamília Cerambycinae
            - Tribo Aphneopini
              - Gênero Aphneope Pascoe, 1863
                - Aphneope sericata Pascoe, 1863